# Hillsong United
Hillsong United és una banda australiana de pop-rock, i és part del Ministeri de Joves de l'Església de Hillsong. La seua música és un estil contemporani de lloança i adoració amb un rock alternatiu, aplegant milers de persones en els concerts que realitzen.